# La Chapelle-Neuve (Côtes-d’Armor)
Chapelle-Neuve (bret. Ar Chapel-Nevez) – miejscowość i gmina we Francji, w regionie Bretania, w departamencie Côtes-d’Armor.
Według danych na rok 1990 gminę zamieszkiwały 442 osoby, a gęstość zaludnienia wynosiła 19 osób/km² (wśród 1269 gmin Bretanii Chapelle-Neuve plasuje się na 861. miejscu pod względem liczby ludności, natomiast pod względem powierzchni na miejscu 419.).